# Famiglio
Il famiglio (dal latino famulus) era, nel Medioevo feudale, una persona compresa nel seguito del feudatario, che veniva "adottata" nella sua famiglia e che viveva presso la sua corte. Dei famigli potevano far parte cugini trasferitisi, quindi familiari effettivi, oppure dei cavalieri o comunque persone che si erano particolarmente distinte nel servire il feudatario. Far parte della corte del feudatario era un salto di classe sociale notevole, che permetteva l'accesso ai circoli superiori. Di norma poche persone venivano aggiunte alla famiglia in questo modo, perché il legame che veniva a crearsi era di vicendevole responsabilità.

## Etimologia e letteratura
La parola deriva dal latino famulus, che poteva avere due significati diversi: "servo" oppure "giovane schiavo" (mai invece quello di "parente"). Nella letteratura latina si ricorda in particolare un episodio del nono libro dell'Eneide,  relativo a tre famuli uccisi nel sonno da Niso durante la strage da lui compiuta nell'accampamento dei Rutuli: la spada nemica li colpisce mentre dormono ammucchiati sull'erba, verosimilmente ubriachi, in mezzo alle armi. I traduttori non sono concordi su quale delle due accezioni sia quella che Virgilio ha dato al loro status: Annibal Caro, probabilmente indeciso, preferisce rendere in italiano proprio con "famigli".
 " Ciò cheto disse. Indi Rannete assalse, 

il superbo Rannete, che per sorte 

entro una sua trabacca avanti a lui 

in su' tappeti a grand'agio dormia 

e russava altamente. Era costui 

al re Turno gratissimo, ed anch'egli 

rege e 'ndovino; ma non seppe il folle 

indovinar quel ch'a lui stesso avvenne.

Tre suoi famigli, che dormendo appresso

Giacean fra l'armi rovesciati a caso,

Tutti in un mucchio uccise, e un valletto

Ch'era di Remo, e sotto i suoi cavalli

Lo stesso auriga. A costui trasse un colpo

Che gli mandò giù ciondoloni il collo;

Indi al padron di netto lo recise

Sì, che spicciando 'l sangue d'ogni vena,

La terra, lo stramazzo e 'l desco intrise  " 
(Virgilio, Eneide, libro IX, traduzione di Annibal Caro)
 "  Così dice

a bassa voce, e intanto con la spada

sgozza il tronfio Ramnete che spirava

dal profondo del petto un quieto sonno,

disteso sopra un mucchio di tappeti.

Anch'egli re, era fra tutti gli auguri

il più gradito a Turno; ma purtroppo

la sua arte profetica non valse

a salvargli la vita. Uccide pure

tre servi suoi sdraiati accanto a lui

alla rinfusa in mezzo alle armature,

lo scudiero di Remo, ed all'auriga

che stava steso sotto i suoi cavalli,

squarcia col ferro il collo ciondolante,

poi spicca il capo al suo stesso padrone

abbandondando il tronco in un convulso

palpitare di sangue: il caldo e nero

fiotto inzuppa il terreno ed i giacigli. "
(Virgilio, Eneide, IX, traduzione di Mario Scaffidi Abate)
 " Così aveva detto e più non gli parla; subito con la spada assale 

l'orgoglioso Ramnete, che su folti tappeti per caso

disteso, sbuffava il sonno a pieni polmoni;

era un re, al re Turno il più caro fra gli auguri, 

ma con la sua arte non riuscì a stornare la morte.

Uccide vicini tre incauti schiavetti distesi in mezzo alle armi

e lo scudiero di Remo; uccide anche l'auriga, sotto i cavalli

scovatolo; con la spada gli recide la gola riversa.

Poi tronca la testa al loro signore, e lascia che il corpo

rantoli in grosso fiotto; caldo di sangue nerastro 

si imbibisce a terra il giaciglio. "
(Virgilio, Eneide, IX, traduzione di Francesco Della Corte)

## Epoca moderna
In alcune zone d'Italia il fenomeno dei "famigli" si è protratto fino agli inizi del '900. Ad esempio con "valani" si indicavano i bambini che, sulla piazza di Benevento, venivano venduti come schiavi ai proprietari fondiari.
Ex valani, ancora viventi, risiedono nel paese di Castelpoto in provincia di Benevento..